# Macraes Gold Mine

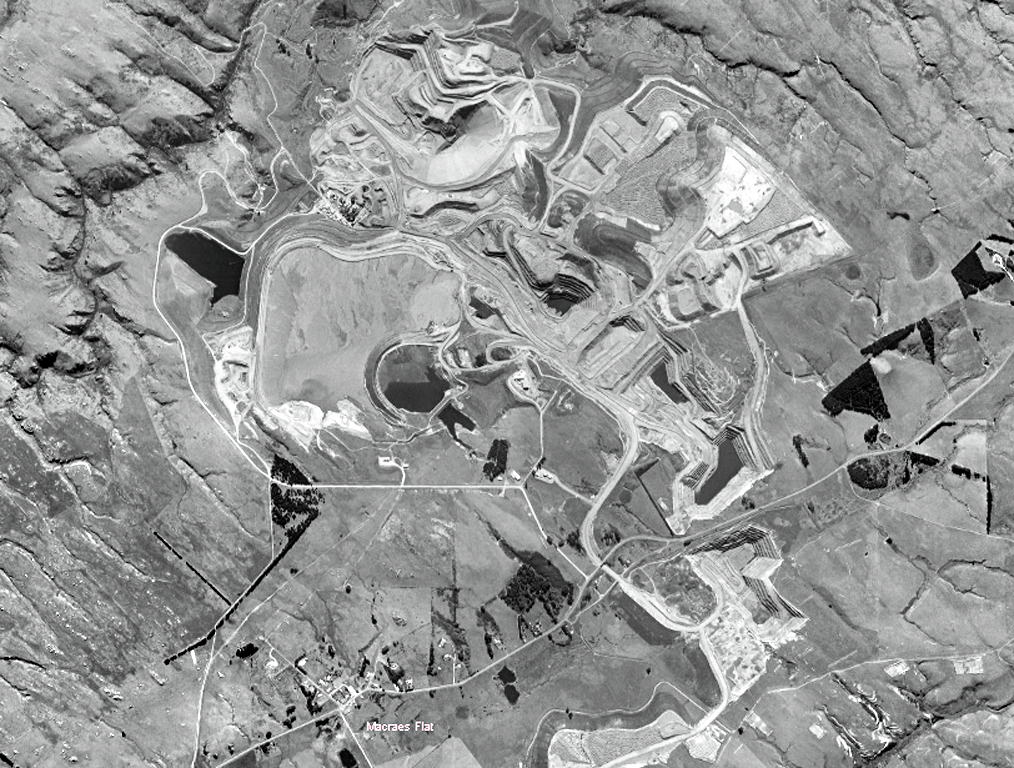
Macraes Gold Mine, Otago, Neuseeland, (NASA Satelliten-Foto) Stand Dez. 2008

Die Macraes Gold Mine ist die größte Goldmine Neuseelands mit einer erwarteten Goldförderung von 195.000 Unzen Gold für das Jahr 2008.

## Geografie
Die Macraes-Goldmine liegt direkt an der Siedlung Macraes Flat, einem historischen Ort in Otago, übrig geblieben aus den Zeiten des Goldrausches in Otago. Das Bergwerk liegt in nördlicher Richtung etwa 55 km von Dunedin entfernt im Waitaki District und damit auf der Südinsel Neuseelands. Im Norden und Westen schließen die Taieri Ridge an, im Osten verläuft das Tal den Waihemo / Shag River und im Süden erstreckt sich eine bis zu 700 m hohe sanft verlaufende Berglandschaft.

## Geologie
Eingebettet in Schichten von Glimmerschiefer, der, mit Ausnahme der Gegend um Marlborough, östlich entlang der Alpine Fault zu finden ist und sich im Mesozoikum über ganz Otago ausgebreitet hat, befindet sich auf der Linie Hyde-Macraes Flat die geologisch interessante Hyde-Macraes Shear Zone. Dieser nordwestlich verlaufende Versatz der Gesteinsschichten ist ca. 30 km lang, hat eine Breite zwischen 5 m und 130 m und fällt mit 15 Grad sanft in nordöstlicher Richtung ab, dem Tal des Waihemo / Shag River entgegen. Im Mesozoikum wurde flüssiges Material unter hohem Druck nach oben gepresst und führte zur Bildung dieses Bruches und zum Versatzes der Schichten. Man nimmt an, dass bei Temperaturen zwischen 300 und 400 °C Teile des flüssigen Materials zu Gold und Scheelit mineralisierten und so mitunter die 5 bis 10 cm breiten und bis zu 20 m langen Goldadern entstanden.

## Geschichte

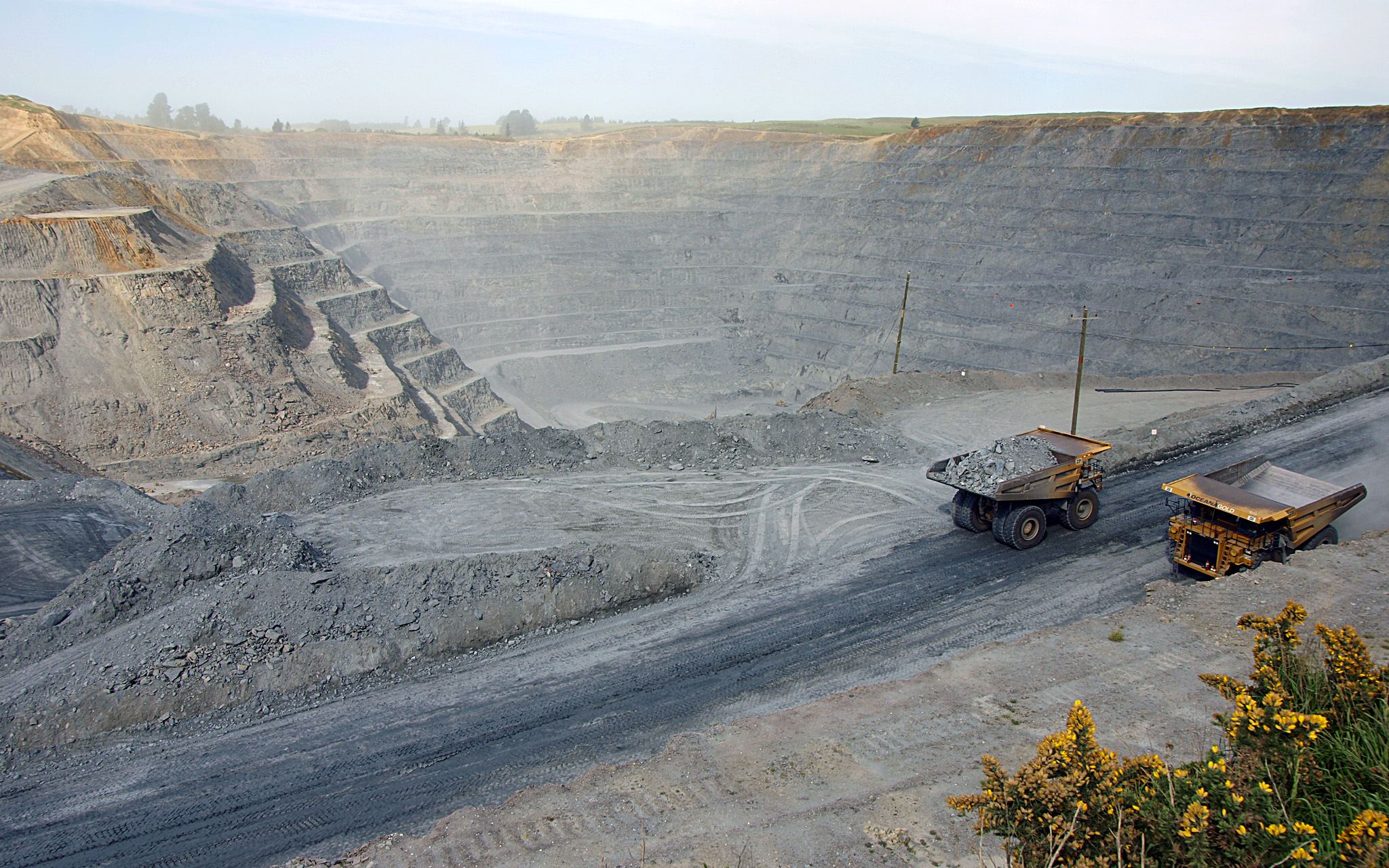
Frasers Pit, eine der Tagebaugruben der Macraes Gold Mine.

Die recht junge Geschichte der Goldmine begann im Jahre 1983. Obwohl bereits 1862 in der Gegend um Macraes Flat Gold gefunden wurde und mit zweijähriger Verzögerung hier zu einem Goldrausch führte, wurde die Goldsuche wegen Unwirtschaftlichkeit in den 1940er Jahren eingestellt. Mit den damals vorhandenen Techniken ließ sich das noch vermutete Gold nicht mehr wirtschaftlich fördern.
Mit dem weltweiten Anstieg des Goldpreises Ende der 1970er startete die neuseeländische Regierung Anfang der 1980er ein landesweites Explorations-Programm, das die Suche nach ertragreichen Goldlagerstätten in Otago einschloss. 1983 begannen die ersten geologischen Untersuchungen im Macraes Feld. Neu entwickelte Abbaumethoden versprachen, die geschätzten Goldvorkommen innerhalb von 10 Jahren wirtschaftlich abbauen zu können. Im Jahre 1990 begann die für dieses Projekt gegründete Macraes Mining Company Ltd.(MMCL) mit dem Goldabbau im Tagebaubetrieb.
Der enorme Geldbedarf verbunden mit der Aussicht auf ein lukratives Geschäft führte 1998 zur Übernahme der Macraes Mining Company Ltd. durch die 1986 in Australien gegründete Union Gold Mining Company NL (UGM), die im selben Jahr zur Gold and Resource Developments NL (GRD) umfirmierte. Die Macraes Mining Company Ltd., die ab Dezember des Jahres 1998 als ein Zweigbetrieb der Gold and Resource Developments NL geführt wurde, übernahm im Mai 1999 den Namen der australischstämmigen Firma und firmierte nur 14 Monate unter Gold and Resource Developments (NZ) Ltd., um  im Juli 2000 in GRD Macraes Ltd. umbenannt zu werden. Im Dezember 2003 wurde in Australien die Firma OceanaGold Corporation gegründet, die von nun an im Besitz der Abbaurechte der Macraes Gold Mine war. Im Mai 2006 verkaufte die GRD Ltd. ihre Aktienmehrheit an der OceanaGold und gab damit ihre Mehrheitsbeteiligung auf.
Im Jahre 2004, nachdem bis dahin von 1990 an mehr als 1,8 Millionen Unzen Gold gefördert worden waren, schätzte man die weiteren Goldvorkommen in der Macraes Gold Mine auf 3,9 Millionen Unzen, bei einer Konzentration von 1,4 Gramm Gold pro Tonne Gestein.

## Heute
Die Macraes Gold Mine gilt als größte Goldmine des Landes. Neben zahlreichen Tagebauen werden auf dem Gelände der Mine eine Erzverarbeitungsanlage, eine Oxidationsanlage, Schlammteiche und seit 2006 zusätzlich eine unterirdische Grube (Fraser’s Underground) betrieben.
Die Tagebaue förderten laut Firmenjahresbericht bis 2007 über 2,5 Millionen Unzen Gold und stellten damit die wirtschaftliche Basis der Unternehmung dar. Die Erzverarbeitungsanlage, in der goldhaltiges Erz von taubem Gestein getrennt wird, erreichte mit 5.564.873 Tonnen Jahresdurchsatz 2007 die bisherige Höchstleistung. Der erste Untertagebau der Macraes Mine soll zukünftig in nur 8,9 Metern Tiefe Goldadern erschließen, die 2,1 Gramm Gold pro Tonne Gestein versprechen. Er soll in seiner Ausführung der am wenigsten tief gelegene Untertagebau der Welt sein. In der Oxidationsanlage wird das Gold nach dem Verfahren der Cyanidlaugerei aus dem Erz gelöst. Um den Prozess der Goldgewinnung aus dem Erz  wirtschaftlicher betreiben zu können, wird auch das Golderz der Goldmine bei Reefton, mittels Eisenbahn über die neuseeländischen Alpen, zur Verarbeitung nach Macraes gebracht.
Die geschätzten und nachgewiesenen Goldvorkommen in der Hyde-Macraes-Verwerfung sind beträchtlich. Der Bestand der Goldmine ist daneben abhängig vom Goldpreis, der Effizienz der Abbaumethoden und den Renaturierungskosten. OceanaGold verspricht den Bestand der Goldmine für mindestens sechs Jahre, bei einer Goldausbeute um die 200.000 Unzen pro Jahr. Die abbaubaren Goldvorkommen der Mine sollen bis zu 35 Jahre reichen.